# 諾基亞Lumia 928
諾基亞Lumia 928是諾基亞與Verizon合作推出的旗艦型手機。